# Vera del Montserratí

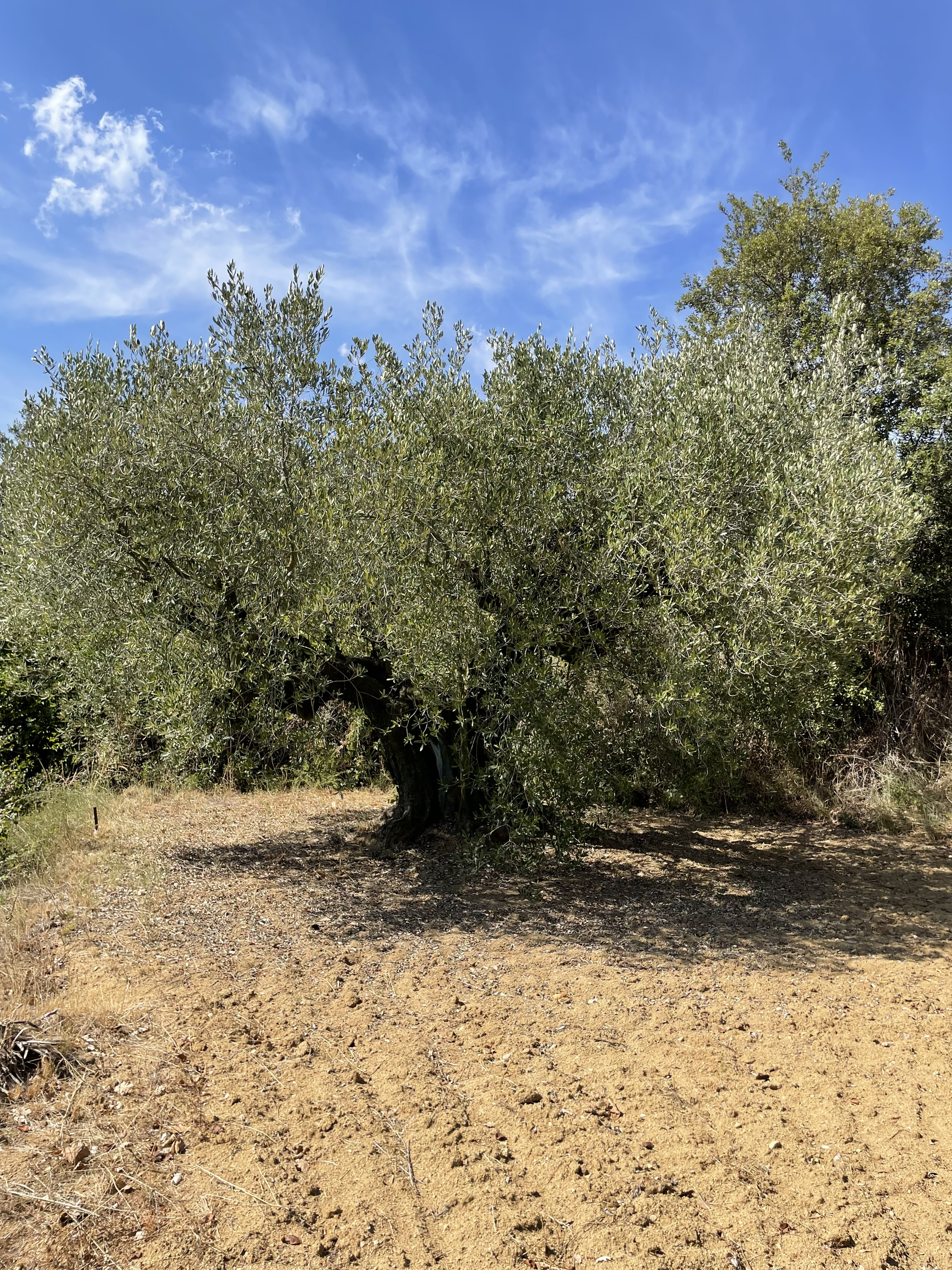
Olivera "la tinenta", la Sagrera, Sentmenat (Vallès Occidental)

Vera del Montserratí és una varietat catalana d'olivera amb una denominació molt variada depenent del territori on es conrea. Es coneix com a "vera del Montserratí" al voltant d'aquesta muntanya, com a "verdal de Manresa" als volts d'aquesta ciutat del Bages, com a "L'olivera d'Oli  d'Arbúcies" a la comarca de la Selva i, al Vallès, com a "tinenta". També parlem d'aquesta varietat si escoltem el mot "beres". Sigui com sigui, el 97% d'exemplars d'aquesta espècie d'olivera es troben, amb un nom o altre, a l'àrea geogràfica que va de les alçàries del Montseny a les planes dels dos vallesos, a la província de Barcelona on els municipis que en tenen més exemplars són Collbató (al Baix Llobregat) i el Bruc (a l'Anoia).

## Característiques agronòmiques
L'olivera vera del Montserratí és de vigor fort, entra a producció precoçment, té un potencial de producció alt i poc alternant, i el seu fruit madura de manera agrupada. Respecte a l'oli, és contundent en boca, amb amargant, picant i astringent ben marcats, tot i que és també prou dolç per a compensar aquests primers sabors.

## Paràmetres sensorials
Fruitat: 5,8. Amarg: 5,1. Picant: 5,6. Poma: 0. Altres fruites madures: 0. Verd: 3,7. Dolç: 4,3. Astringent: 3,5. Altres: 2,3.